# Décimo-sétimo problema de Hilbert
Na matemática, o décimo-sétimo problema de Hilbert foi proposto por David Hilbert em 1900, sendo esse um dos seus 23 problemas. Esse problema consiste em provar que, se uma expressão polinomial usando números reais sempre retorna valores maiores ou iguais a zero, então esta expressão pode ser escrita como uma soma de quadrados de funções racionais. O problema foi demonstrado por Émil Artin e Otto Schreier, que desenvolveram a teoria dos corpos formalmente reais para poder demonstrar a conjectura.

## Enunciado
Seja f um polinômio em n variáveis f(x1, x2, ... xn) que satisfaz, para todo x1, x2, ... xn, f(x1, x2, ... xn) ≥ 0. Então f é a soma do quadrado de funções racionais.
O resultado mais forte, trocando  f é a soma do quadrado de funções racionais por  f é a soma do quadrado de funções polinomiais foi descartado pelo próprio Hilbert.

## Esboço da demonstração
Artin e Schreier demonstraram uma versão mais genérica do teorema, ou seja, em vez de polinômios e funções racionais sobre {\displaystyle \mathbb {R} \,}, eles demonstraram o resultado para polinômios e funções racionais em um corpo formalmente real, mas cujos argumentos são elementos do seu fecho real. O teorema se aplica no caso real, pois {\displaystyle \mathbb {R} \,} é um corpo formalmente real, e é o seu próprio fecho real.
Mais especificamente, o teorema demonstrado por Artin e Schreier tem o enunciado:
Seja K um corpo formalmente real, e R o seu fecho real. Seja {\displaystyle f\in K(x_{1},x_{2},\ldots x_{n})} um polinômio de n variáveis em K. Suponha que f(a1, a2, ... an) ≥0 para todos a1, a2, ... an em R. Então f é a soma do quadrado de funções racionais em K.
A demonstração se baseia na construção do corpo das funções racionais de n variáveis em K, ou seja, F = K(X1, X2, ... Xn). Se existe alguma função f, nas condições do enunciado do teorema, que não seja a soma de quadrados de funções racionais, então existe uma ordem em F para qual f < 0. Em seguida, F é estendido para seu fecho real, e é definido w como a raiz quadrada de -f. Finalmente, é construído um homomorfismo φ de R-álgebras entre R[X1, X2, ... Xn, w, 1/w] e R, então usando-se a1 = φ(X1), etc, tem-se que f(a1, a2, ... an) = φ(f) = -φ(w)2 < 0, contradição.